# HANABI SKY
「HANABI SKY」（ハナビ・スカイ）は、福原美穂の5作目のシングル。2009年6月17日発売。

## 概要
- ジャケットは女優・香椎由宇が撮影を手掛けた。
- 表題曲「HANABI SKY」は、恋する女の子の気持ちを綴ったのラブソング。

## 収録曲

### CD
1. HANABI SKY
  - 作詞：福原美穂／作曲：福原美穂・山口寛雄／編曲：山口寛雄
2. La La La FIGHTERS
  - 作詞：いしわたり淳治／作曲：福原美穂、福原将宜、中村優規、大坪稔明／編曲：安原兵衛
  - 北海道日本ハムファイターズ公式応援歌
3. I Wish I Was A Punk Rocker（With Flowers In My Hair）
  - 作詞・作曲：Tom Gilbert、Sandi Thom／編曲：朝三憲一、山口寛雄
4. HANABI SKY（instrumental）

### DVD
1. HANABI SKY（MUSIC VIDEO）
2. I Wish I Was A Punk Rocker（With Flowers In My Hair）（Studio Live Session SPECIAL MOVIE）